# 福稱
福稱尊者（1478年—1554年），西藏潔塘人，格魯派僧侶，為達賴三世之授戒師。

## 生平
福稱年幼時在潔塘寺住持福吉祥前受居士戒，得賜名為福稱。後於佛賢阿闍黎前出家受沙彌戒。
1543年，入妙音有義足門下，學習格魯派五部大論。
1543年，擔任哲蚌寺住持。
1546年，為第三世達賴喇嘛授居士戒。1550年，為三世達賴授沙彌戒，擔任他的上師，傳授灌頂、口傳及教授。
1554年，七十七歲時圓寂。

## 著作
著有《般若總義》、《中觀總義》、《噶當教法史》、《顯明佛母義之燈》。